# Спрейг, Чарльз Артур
Чарльз Артур Спрейг (англ. Charles Arthur Sprague, 12 ноября 1887, Лоренс, штат Канзас — 13 марта 1969, Сейлем, штат Орегон) — американский политик, 22-й губернатор Орегона в 1939—1943 годах. Член Республиканской партии.
С 1929 по 1969 год был редактором и издателем «Oregon Statesman». Средняя школа Спрейг в Сейлеме назван в его честь.

## Ранние годы
Чарльз Спрейг родился в 1887 году в Лоренсе, штат Канзас, в семье Чарльза Аллена Спрейга, оператора зернового элеватора, и Кэролайн Глазго. Он вырос со своим братом Робертом Уайеттом в г. Колумбус-Джанкшен, штат Айова, где он учился в государственных школах и работал на своего отца. Он поступил в колледж Монмут в Иллинойсе и оплачивал свои расходы, работая неполный рабочий день для региональных газет. Когда его доход оказался недостаточным, Чарльз взял отпуск в конце второго года обучения и два года проработал директором средней школы и учителем в Эйнсворте, штат Айова. По возвращении в Монмут Чарльз работал редактором студенческой газеты. С тех пор у него возникло желание заняться журналистикой.
В 1910 году он окончил учебу с отличием, после чего стал директором школ в Уэйтсбурге, штат Вашингтон. Два года спустя он женился на Бланш Чемберлен, которая работала директором местной начальной школы; у них было двое детей. Вскоре Чарльз был назначен помощником суперинтенданта государственной службы штата Вашингтон.

## Общественный деятель
В 1925 году Чарльз переехал в Орегон, где приобрел треть акции и стал бизнес-менеджером газеты «Corvallis Gazette Times», а четыре года спустя приобрел две трети доли в «Oregon Statesman», которая впоследствии стала самой влиятельной газетой в городе Сейлеме. Следующие сорок лет он был ее редактором и издателем. В 1955 году Чарльз получил премию Элайджи Пэриша Лавджоя, а также почетную степень доктора права Колледжа Колби. Чарльз зарекомендовал себя как один из ведущих редакторов и общественных комментаторов Тихоокеанского Северо-Запада, и его передовые статьи часто перепечатывались в некоторых крупнейших газетах Америки. Чарльз приобрел национальную репутацию как выразительный оратор ценностей маленького городка, фискального консерватизма и интернационализма. Он контролировал газету до самой смерти. Будучи республиканцем, он, тем не менее, занимал независимую позицию по вопросам времени, отражая прогрессивный взгляд, который часто расходился с лидерами его партии.
В 1938 году республиканцы не решались бросить вызов действующему губернатору от Демократической партии Чарльзу Мартину, который пользовался сильной поддержкой республиканского бизнеса. В результате Чарльз легко выиграл республиканскую номинацию на пост губернатора из восьми кандидатов. Тем временем, однако, Чарльз Мартин был критиком «Нового курса» президента Рузвельта, и на предварительных выборах против него выступил избранный администрацией Рузвельта сенатор штата Генри Гесс. Воспользовавшись расколом среди демократов, Чарльз Спрейг сделал вмешательство администрации главной темой кампании, призвав избирателей «отвергать вмешательство извне в местные дела». Мартин и его союзники вели кампанию за Спрейга. Спрейг одержал решающую победу, выиграв на всеобщих выборах в 32 округов (из 36), набрав 214 062 голоса против 158 744 голосов, набранных Гессом. Республиканцы также получили контроль над Сенатом штата Орегон (21 голос против 9) и Палатой представителей Орегона (50 против 10).

## Губернатор
В должности губернатора Спрейг придерживался популизма Джорджа У. Джозефа и Джулиуса Л. Мейера. При поддержке как рабочих, так и промышленности, он быстро предпринял шаги по улучшению государственной службы занятости и запустил программы профессионального обучения, чтобы помочь безработным вывести Орегон из Великой депрессии. Он модернизировал государственную школьную систему, протолкнув законодательство, предусматривающее объединение сельских школьных округов. Он сократил государственный долг на $12 миллионов и сбалансировал бюджет, увеличив при этом социальные услуги. Спрейг помог сохранить мир в трудовых спорах, решительно выступив против закона о запрете на билеты, который позже был признан неконституционным Верховным судом штата Орегон. Однако он потерял политическую поддержку профсоюзов в результате своей политики предоставления государственных контрактов лицу, предложившему самую низкую цену, независимо от того, были ли они профсоюзными фирмами.
Республиканцы ожидали, что в законодательном и политическом плане все пройдет гладко. Тем не менее, он наложил вето на так много законопроектов об особых интересах, принятых его товарищами-республиканцами, что противники выступили с инициативой отзыва. Это не удалось, но позиции Спрейга были поколеблены.
В ноябре 1942 года губернатор Спрейг приказал провести полное расследование инцидента с "отравлением" заключенных психиатрической больницы штата Орегон, в результате которой погибли 47 человек. Расследование показало, что в еду был добавлен инсектицид. Спрейг, комментирую произошедшее, заявил, что данный инцидент являлось ничем иным как «массовое убийство» и подметил, что «при готовке еды, очевидно был добавлен яд».
Во время губернаторства Спрейга Орегон стал первым штатом, который ввел контроль над лесозаготовками, чтобы обеспечить соблюдение прогрессивных методов ведения лесного хозяйства. Эти методы включали защиту деревьев от подсечно-огневого земледелия, отказ от рубки недозревших деревьев во время рубок и сохранение некоторых зрелых деревьев для посева. Кроме того, была принята государственная программа лесохозяйственных исследований. Он также учредил программу исследований в области лесоводства и получил разрешение штата на приобретение заброшенных вырубок для повторной посадки. «Разумное обращение с естественными лесными землями, – заявил он, – требует консолидации их в государственной собственности, за исключением тех земель, которые находятся в руках сильных частных интересов, способных обеспечить их долгое созревание».
Были некоторые жалобы на то, что японо-американские граждане мешали трудоустройству на лесопильных заводах. Убедительно просим ваших заместителей защитить граждан от приставания, если они не виновны в проявлении нелояльности. Вражеские инопланетяне должны оставаться дома до получения дальнейших указаний федерального правительства.
– Чарльз Спрейг, телеграмма мэру Портленда Эрлу Райли и шерифу округа Малтнома.
По мере того, как к началу Второй мировой войны нарастало давление, Спрейг пытался смягчить мнения и отношение к японцам. Губернаторская кампания 1942 года началась с бомбежки Перл-Харбора. В день бомбардировки он приказал японским иссей оставаться дома и призвал жителей штата Орегон не беспокоить американцев японского происхождения (включая ниссей). В этот период в администрацию губернатора местные жители массово отправляли письма, где часто они в оскорбительной тональности говорили об японцах. Так, один из жителей Орегона писал: «Я не верю, что в нашей стране должны жить японцы. Я не верю, что существует такое понятие, как «американские японцы». Он может и родился здесь, но я не думаю, что он больше похож на американца, чем я был бы японцем, если бы я родился в Японии».
Спрейг продолжал защищать японцев, пока его товарищ-республиканец Эрл Снелл не вышел на предварительные выборы. Спрейг двинулся вправо, но к середине февраля он «призвал к дальнейшим и незамедлительным действиям, чтобы устранить эту угрозу и рекомендовать интернирование». Несколько дней спустя президент Рузвельт подписал Указ № 9066 о принудительном интернировании. Спрейг не включил данный вопрос и не высказал свою политическую позицию по этому Указу в свою кампанию, и об этом не сообщалось в новостях.
В итоге, Спрейг проиграл праймериз Снеллу, который впоследствии был избран губернатором. Спрейг почувствовал глубокое чувство утраты, и позже пожалел о том, что изменил свое мнение об американцах японского происхождения. В декабре 1944 года он поддержал возвращение интернированных американских японцев и восстановление их собственности, защищал их на собраниях и незадолго до своей смерти даже получил императорскую награду от Хирохито «за выдающиеся заслуги в японских делах».
В 1944 году Спрейг попытался баллотироваться в Сенат США, но проиграл на республиканских первичных выборах Гаю Кондону, который и был избран.

## Смерть и наследие
Чарльз Спрейг умер 13 марта 1969 года. Спрейг и его жена похоронены в мавзолее аббатства Маунт-Крест в Сейлеме. В 1972 году школьный округ Сейлем-Кейзер назвал Среднюю школу Чарльза А. Спрейга в его честь, ныне известная как Средняя школа Спрейга.